# Государственный переворот в Уругвае (1973)
27 июня 1973 года президент Уругвая Хуан Мария Бордаберри при поддержке армии совершил государственный переворот. Глава страны распустил Генеральную Ассамблею и расширил полномочия вооружённых сил и полиции, установив гражданско-военное правление. Современники посчитали действия Бордаберри «самопереворотом», вводившим военную диктатуру.

## Кризис
В период Корейской войны Уругвай богател за счёт роста мирового спроса на мясо и шерсть. С середины 1950-х годов, после окончания боевых действий, страна столкнулась с двумя десятилетиями экономического упадка. В Уругвае, считавшимся «латиноамериканской Швейцарией», закрывались промышленные предприятия, начался кризис в животноводстве. С 1954 по 1972 год ВВП страны сократился на 12 %. Кризис сопровождал рост безработицы. В течение 1960-х годов ежегодные темпы инфляции колебались от 60 до 135 %. Недовольное сложившейся ситуацией население выходило на акции протеста и участвовало в забастовках под руководством коммунистов и социалистов. Тем временем леворадикальное движение «Тупамарос» развернуло против властей партизанскую войну в городах: боевики грабили банки, похищали чиновников и иностранных граждан.
В конце 1960-х президент Хорхе Пачеко Ареко ответил протестующим введением чрезвычайного положения, подавлением забастовок, арестами лидеров профсоюзов и ограничениями свободы печати. Победивший на президентских выборах 1971 года Хуан Мария Бордаберри ужесточил репрессивную политику предшественника. Но управляемый коммунистами и их союзниками Национальный конвент трудящихся Уругвая продолжил организовывать акции протеста, порой доходившие до столкновений с полицией. В начале 1970-х в стране прошло 16 полумиллионных всеобщих суточных забастовок против действий властей. В феврале 1971 года коммунисты, социалисты, христианские демократы и левые из партий «Колорадо» и «Бланко» создали политическую коалицию «Широкий фронт». На всеобщих выборах в ноябре того же года коалиция заняла 16 из 100 мест в палате депутатов и стала второй по популярности политической силой в столице — Монтевидео.

## Соглашение с военными и переворот
На фоне противоборства власти и оппозиции президент Бордаберри объявил в апреле 1972 года «состояние внутренней войны». К концу 1972 года армия и полиция подавили движение «Тупамарос». Созданные при поддержке инструкторов из США «эскадроны смерти» преследовали и убивали активистов левых и профсоюзных организаций. Но репрессии не смягчили политический кризис.

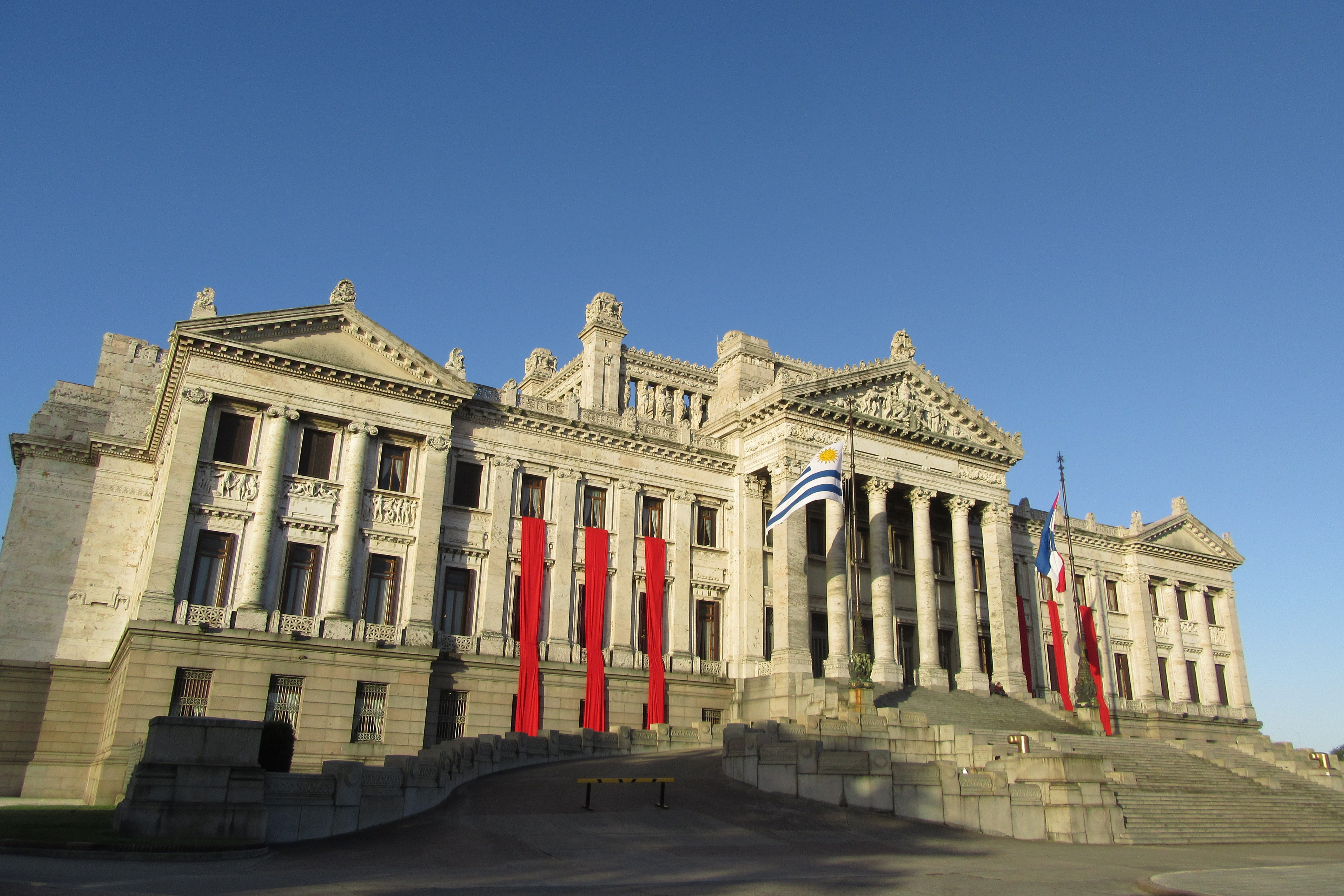
Законодательный дворец — место заседания палат парламента Уругвая

Тем временем в армейской среде зрело недовольство коррупцией и воровством в государстве. Соединённые Штаты поддержали стремление уругвайских военных, ранее не принимавших большого участия в политике, захватить власть. Заговор возглавил генерал Грегорио Альварес, глава Высшего военного командования — центра политического и экономического планирования вооружённых сил. В феврале 1973 года командование армии нарушило законодательство и отвергло предложенную президентом кандидатуру на пост министра обороны. Офицеры ультимативно потребовали перераспределить землю в пользу тех, кто её обрабатывает, и побороть коррупцию. Бордаберри заключил с военными «пакт Боиссо Ланса». Армия получала совещательный голос в управлении страной. Для рассмотрения важных государственных решений при президенте был создан Совет национальной безопасности. Орган официально считался гражданско-военным, но доминировали в нём высшие офицеры.
Ещё летом 1972 года военные добились введения строгого закона о государственной безопасности. Парламент страны воспротивился этому решению правительства и начал расследование фактов пыток военными членов оппозиционных организаций. Слушания продолжались до 27 июня 1973 года, когда здание парламента окружила армейская бронетехника. Президент распустил Генеральную Ассамблею, взамен создав безвластный Государственный Совет. Армия и полиция получили право любыми средствами поддерживать «общественный порядок».

## Последствия
Репрессивная политика государства под руководством Бордаберри привела к гибели сотен человек, десятки тысяч уругвайцев заключили в тюрьмы, свыше 10 % населения страны эмигрировало.
Предложение Бордаберри создать диктатуру во главе с собой на должности пожизненного президента не нашло поддержки у военных. В июне 1976 года армия вынудила Бордаберри подать в отставку из-за его политических амбиций. По воле офицеров президентское кресло занял глава Государственного Совета Альберто Демичели Лисасо, который отменил проведение выборов в стране. Спустя три месяца Демичели заменили Апарисио Мендесом. Тот отменил все политические права участников выборов 1966 и 1971 годов. В 1980 году режим, желаю легитимизировать свою власть, вынес на референдум «Хартию» — конституционный проект, наделявший вооружённые силы правом вето по всем вопросам внутренней и внешней политики страны. 57 % проголосовавших отвергли документ. Неудача на референдуме и экономические проблемы вынудили режим пойти на демократизацию. В 1981 году президентом страны стал Грегорио Альварес. Он начал постепенно восстанавливать политические права и подписал с основными оппозиционными силами «Пакт клуба ВМФ». Документ предусматривал проведение всеобщих выборов в ноябре 1984 года. Их итогом стало избрание на пост президента Хулио Мария Сангинетти Койроло. При нём были освобождены политические заключённые, объявлена амнистия жертвам режима и участникам репрессий.
В марте 2010 года Бордаберри признали виновным в организации политических убийств в 1976 году. Бывшего президента приговорили к 30 годам заключения, но из-за преклонного возраста и проблем со здоровьем его заключили под домашний арест. Бордаберри скончался в июле 2011 года.